# Nami Nemoto
Nami Nemoto –en japonés, 根本奈美, Nemoto Nami– (Kamishihoro, 24 de marzo de 1975) es una deportista japonesa que compitió en patinaje de velocidad sobre hielo.
Ganó una medalla de bronce en el Campeonato Mundial de Patinaje de Velocidad sobre Hielo en Distancia Individual de 2005, en la prueba de persecución por equipos. Participó en tres Juegos Olímpicos de Invierno, entre los años 1998 y 2006, ocupando el cuarto lugar en Turín 2006, en la misma prueba.

## Palmarés internacional
| Campeonato Mundial en Distancia Individual | Campeonato Mundial en Distancia Individual | Campeonato Mundial en Distancia Individual | Campeonato Mundial en Distancia Individual |
| Año                                        | Lugar                                      | Medalla                                    | Prueba                                     |
| ------------------------------------------ | ------------------------------------------ | ------------------------------------------ | ------------------------------------------ |
| 2005                                       | Inzell (Alemania)                          | Medalla de bronce                          | Persecución por equipos                    |